# Панивонг, Мам Маниван
Мам Маниван Панивонг (кхмер. ម៉ានីវណ្ណ ផានីវង្ស; 1934, Вьентьян — 19 апреля 1975, Пномпень) — королева-консорт Камбоджи, шестая жена короля Нородома Сианука.

## Биография
Родилась в 1934 году во Вьентьяне (Лаос). Этническая лао.
В 1949 году вышла замуж за короля Камбоджи — Нородома Сианука, став его шестой женой. У четы было двое дочерей — принцессы Нородом Суджата (1953—1975) и Нородом Арун Расмей (р. 1955).
Убита Красными кхмерами в апреле 1975 года.